# Jean Darling
Jean Darling (Santa Mónica, California, 23 de agosto de 1922-Rödermark, Hesse, 4 de septiembre de 2015) fue una actriz infantil estadounidense que tenía papeles recurrentes en La Pandilla, serie de cortometrajes desde 1927 hasta 1929. Era una de las últimas 4 sobrevivientes del elenco de La Pandilla cine mudo (junto a Lassie Lou Ahern, Mildred Kornman y Dorothy Morrison). Al momento de su muerte Darling fue junto a Diana Serra Cary uno de los últimos actores que trabajaron en el cine mudo.

## Biografía
Nació bajo el nombre de Dorothy Jean LeVake, su nombre fue cambiado legalmente a Jean Darling  cuando tenía cinco meses de edad, pocos días antes de que sus padres se separaran. Comenzó a actuar en el cine a los seis meses de edad como una bebé independiente. 
Se casó con Reuben Bowen y tuvieron un hijo, Roy. Reuben Bowen murió de cáncer el 22 de agosto de 1980. Darling no se volvió a casar.
Falleció en un asilo de ancianos en Rödermark el 4 de septiembre de 2015 a los 93 años. Su muerte se informó dos días más tarde.